# Молодёжное правительство Свердловской области
Молодежное правительство Свердловской области (неофиц. сокр. Молодёжное правительство, Молправ, МПСО) — совещательный орган при Правительстве Свердловской области, созданный в 2009 году.
Члены Молодёжного правительства не получают оплату за свою деятельность, а все инициативы реализуются за счет поддержки исполнительных органов государственной власти Свердловской области, партнёрских, грантовых и личных средств членов Молодёжного правительства.
Молодёжное правительство полностью дублирует структуру Правительства Свердловской области. При изменении состава Правительства Свердловской области меняется и состав Молодёжного правительства.
Члены Молодёжного правительства назначаются на 2 года распоряжением Правительства Свердловской области. Возглавляет Молодёжное правительство председатель, выбираемый посредством тайного голосования из членов утвержденного состава Молодёжного правительства на первом заседании Молодёжного правительства.
С 20 апреля 2022 года функционирует шестой состав Молодёжного правительства.
С 2020 по 2023 годы Молодёжное правительство Свердловской области ежегодно становится лучшим молодёжным правительством в стране по итогам рейтинга молодёжных правительств субъектов Российской Федерации, а также одерживает победы в ряде номинаций.
В 2024 году Молодежное правительство Свердловской области по итогам Съезда Ассоциации молодежных правительств Российской Федерации признано лучшим в номинации "Развитие муниципальных образований".

## Нормативные правовые акты
Статус Молодёжного правительства Свердловской области определён следующими нормативными правовыми актами:
- Указ Губернатора Свердловской области от 10 июля 2009 года № 647-УГ «Об образовании Молодёжного правительства Свердловской области»[13].
- Постановление Правительства Свердловской области от 22 февраля 2012 года № 160-ПП «О Молодёжном правительстве Свердловской области», в том числе Положение о Молодёжном правительстве Свердловской области и Порядок формирования Молодёжного правительства Свердловской области[2].
- Распоряжение Правительства Свердловской области №591-РП "Об утверждении состава Молодежного правительства Свердловской области и признании утратившим силу распоряжения Правительства Свердловской области от 20.04.2022 № 164-РП «Об утверждении состава Молодежного правительства Свердловской области и признании утратившим силу распоряжения Правительства Свердловской области от 31.01.2020 № 29-РП «Об утверждении состава Молодежного правительства Свердловской области»".
- Приказ Министерства образования и молодежной политики Свердловской области №419-Д "Об утверждении состава Молодежного правительства Свердловской области".[14]
- Регламент Молодёжного правительства Свердловской области, утверждаемый решением Молодёжного правительства Свердловской области.

## История
В январе 2009 года было положено начало теоретической разработке проекта «Молодежное правительство Свердловской области и Молодёжный совет при Губернаторе Свердловской области». Проводилась аналитическая работа по изучению нормативно-правовой базы субъектов Российской Федерации, опыта молодёжных правительств регионов России. Происходило создание нормативной правовой базы Молодёжного правительства.
10 июля 2009 года Губернатором Свердловской области Эдуардом Росселем был подписан указ об образовании Молодёжного правительства.
5 октября 2009 года принято постановление Правительства Свердловской области «О Молодёжном правительстве Свердловской области».

### Первый состав (2010—2012)

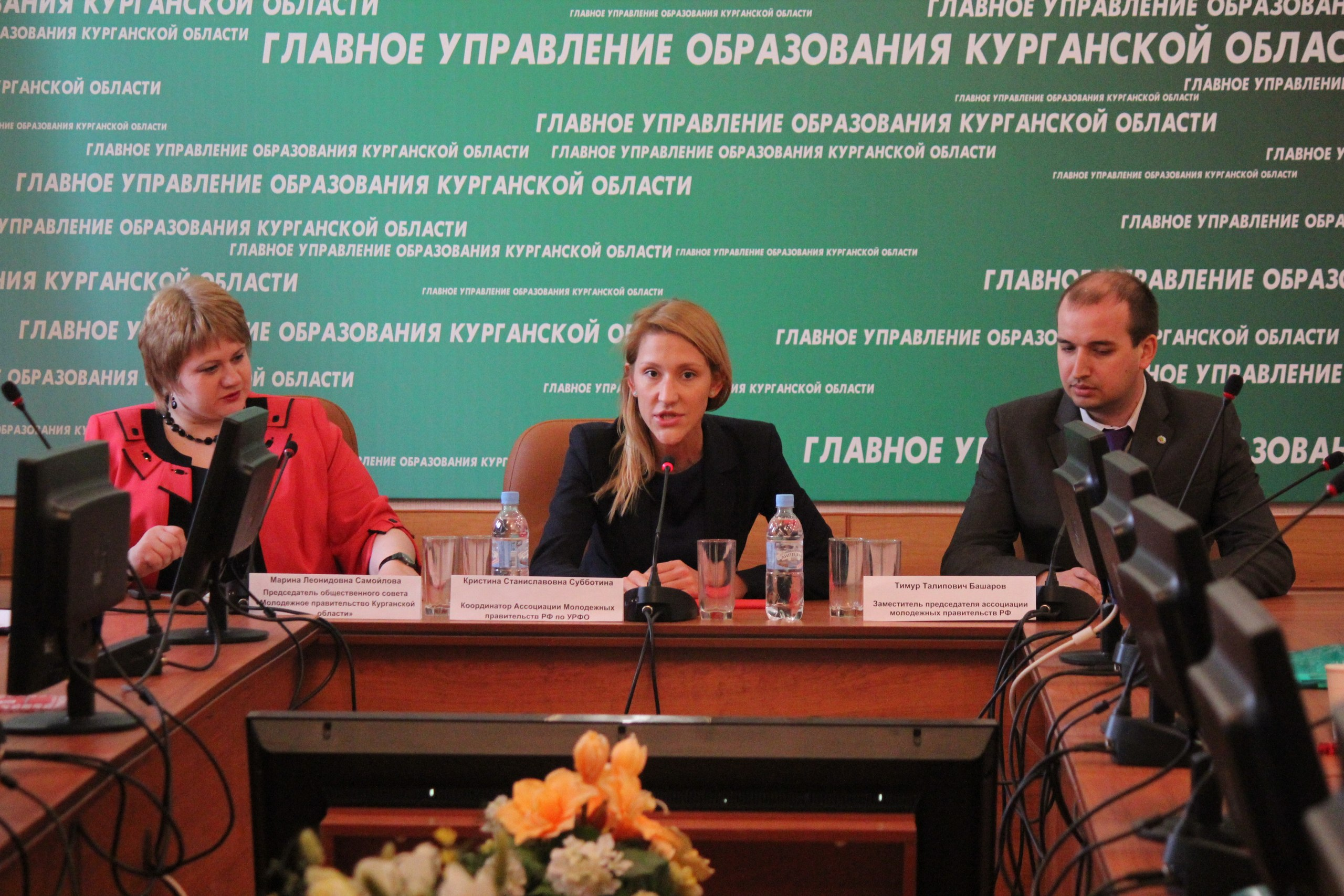
Председатель первого состава Молодёжного правительства, Кристина Субботина (в середине)

С 20 ноября 2009 года до 20 января 2010 года проходил конкурс по формированию первого состава Молодёжного правительства.
29 января 2010 года — первое заседание победителей конкурса по формированию Молодёжного правительства. Выборы председателя, заместителей председателя и руководителя аппарата.
3 марта 2010 года — выход распоряжения Правительства Свердловской области, утверждающего состав Молодёжного правительства.
10 марта 2010 года — первое после выхода распоряжения Правительства Свердловской области официальное заседание Молодёжного правительства с участием министра по физической культуре и спорту Свердловской области Леонида Рапопорта. Утверждение регламента Молодёжного правительства.
21 апреля 2010 года — первое закрытое заседание Молодёжного правительства под председательством Председателя Правительства Свердловской области Анатолия Гредина. Утверждение плана работы Молодёжного правительства.
28 апреля 2010 года — первое публичное заседание Молодёжного правительства с участием Первого заместителя Председателя Правительства Свердловской области Михаила Максимова.
22 февраля 2012 года — принято Постановление Правительства Свердловской области «О Молодёжном правительстве Свердловской области», вносящее поправки в процедуру формирования Молодёжного правительства.
Председатель первого состава Молодёжного правительства — Кристина Субботина.

### Второй состав (2012—2015)

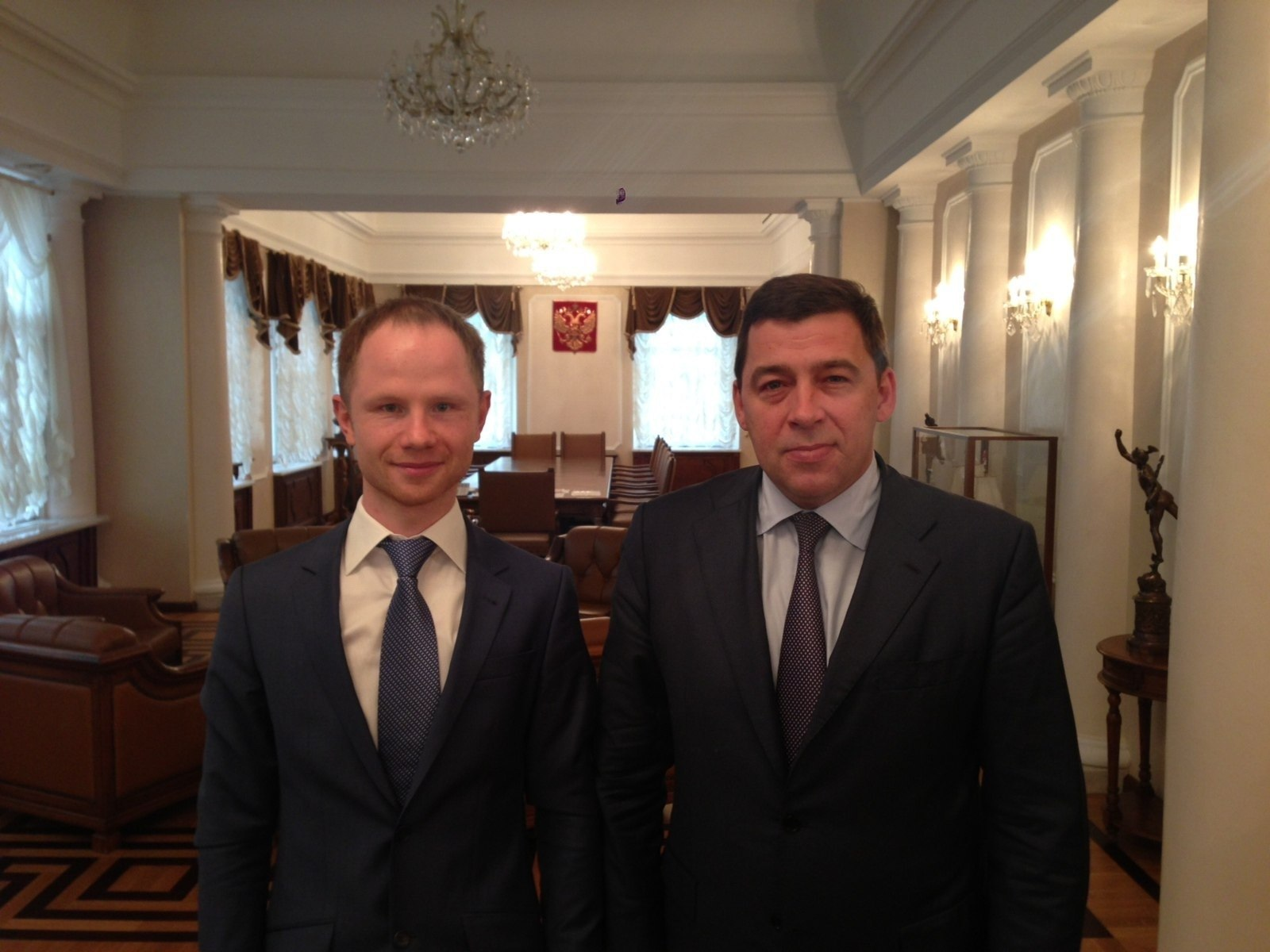
Председатель второго состава Молодёжного правительства Николай Комаровский (слева) и Губернатор Свердловской области Евгений Куйвашев (справа)

24 мая 2012 года — приказом Министерства физической культуры, спорта и молодёжной политики Свердловской области объявлен конкурс по формированию второго состава Молодёжного правительства.
1 сентября 2012 года — начало работы второго состава Молодёжного правительства.
5 сентября 2012 года — первая официальная встреча второго состава Молодёжного правительства.
22 октября 2012 года — выход распоряжения Правительства Свердловской области, утверждающего второй состав Молодёжного правительства.
14 марта 2013 года — принято постановление Правительства Свердловской области «О Молодёжном правительстве Свердловской области», вносящее поправки в Положение о Молодёжном правительстве и процедуру формирования Молодёжного правительства.
Председатель второго состава Молодёжного правительства — Николай Комаровский.

### Третий состав (2015—2017)

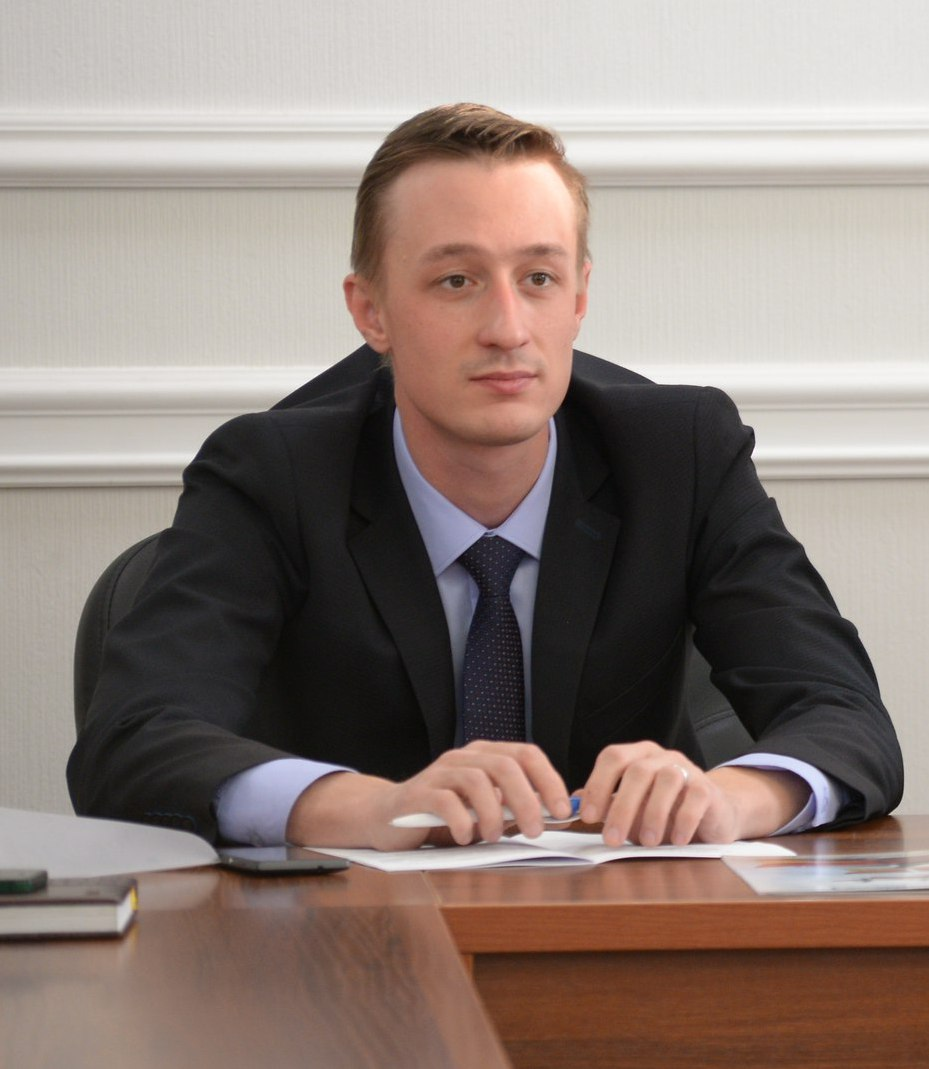
Председатель третьего состава Молодёжного правительства Александр Саломатов

Со 2 по 31 марта 2015 года — прошёл конкурс по формированию третьего состава Молодёжного правительства.
17 июня 2015 года — состоялась первая официальная встреча третьего состава Молодёжного правительства.
6 июля 2015 года — выход распоряжения Правительства Свердловской области, утвердившего третий состав Молодёжного правительства.
11 июля 2015 года — первое публичное заседание третьего состава Молодёжного правительства с участием Председателя Правительства Свердловской области Дениса Паслера.
Председатель третьего состава Молодёжного правительства — Александр Саломатов.

### Четвёртый состав (2017—2020)

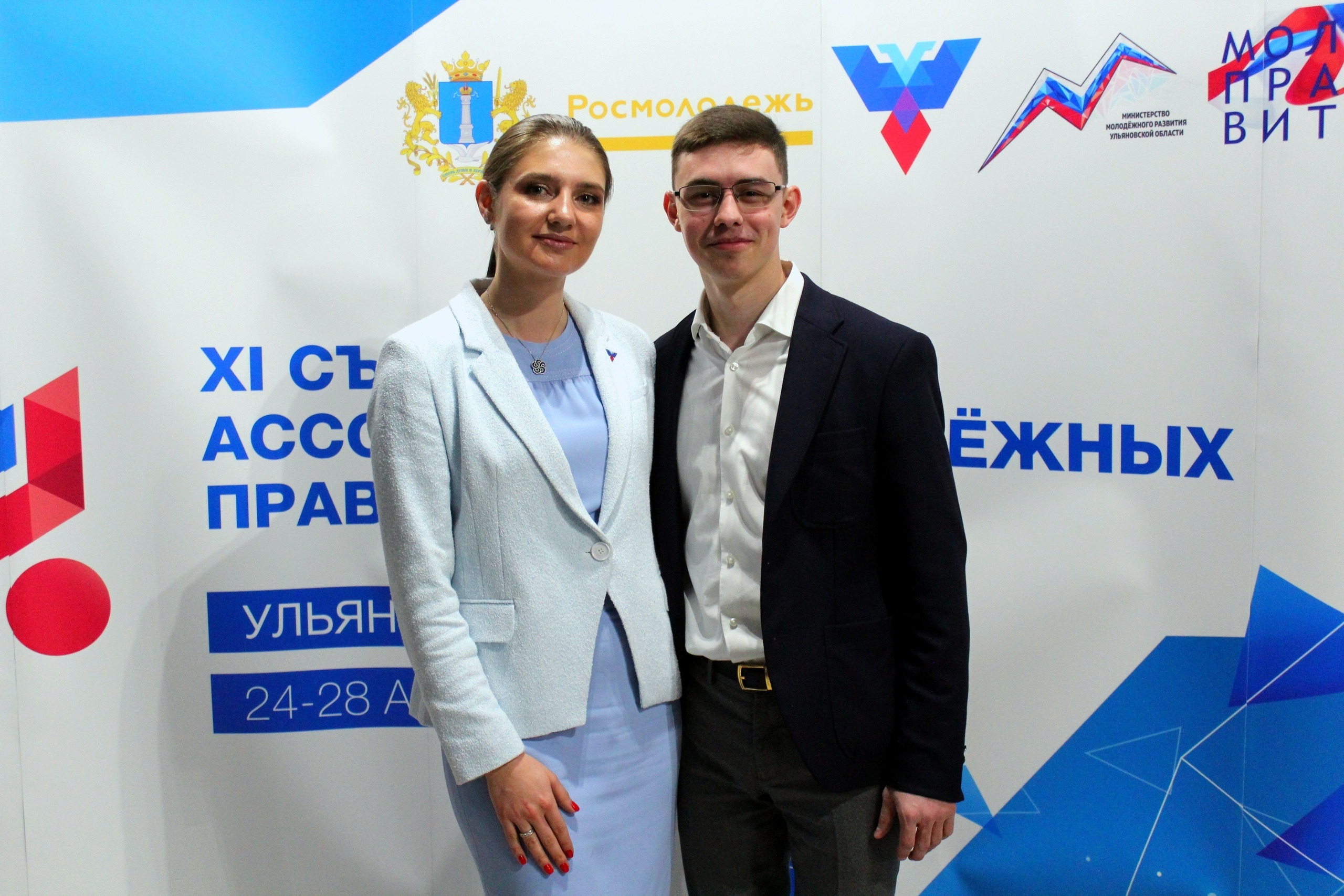
Председатель Ассоциации молодёжных правительств Дина Гайзатуллина (слева) и председатель четвёртого состава Молодёжного правительства Евгений Кожухов (справа)

12 мая 2017 года — объявлен конкурс по формированию четвёртого состава Молодёжного правительства.
10 августа 2017 года — принято постановление Правительства Свердловской области, изменившее положение и порядок формирования Молодёжного правительства.
21 августа 2017 года — выход распоряжения Правительства Свердловской области, утверждающего четвёртый состав Молодёжного правительства.
2 сентября 2017 года — первое публичное заседание четвёртого состава Молодёжного правительства.
17 октября 2019 года — принято постановление Правительства Свердловской области, изменившее положение и порядок формирования Молодёжного правительства.
Председатель четвёртого состава Молодёжного правительства — Евгений Кожухов.

### Пятый состав (2020—2022)
18 октября 2019 года — объявлен конкурс по формированию пятого состава Молодёжного правительства.
31 января 2020 года — выход распоряжения Правительства Свердловской области, утверждающего пятый состав Молодёжного правительства.
12 февраля 2020 года — первое публичное заседание пятого состава Молодёжного правительства.
26 октября 2020 года Молодёжное правительство заняло 2 место в ежегодном рейтинге молодёжных правительств Российской Федерации и одержало победу в номинации «Внешнее взаимодействие».

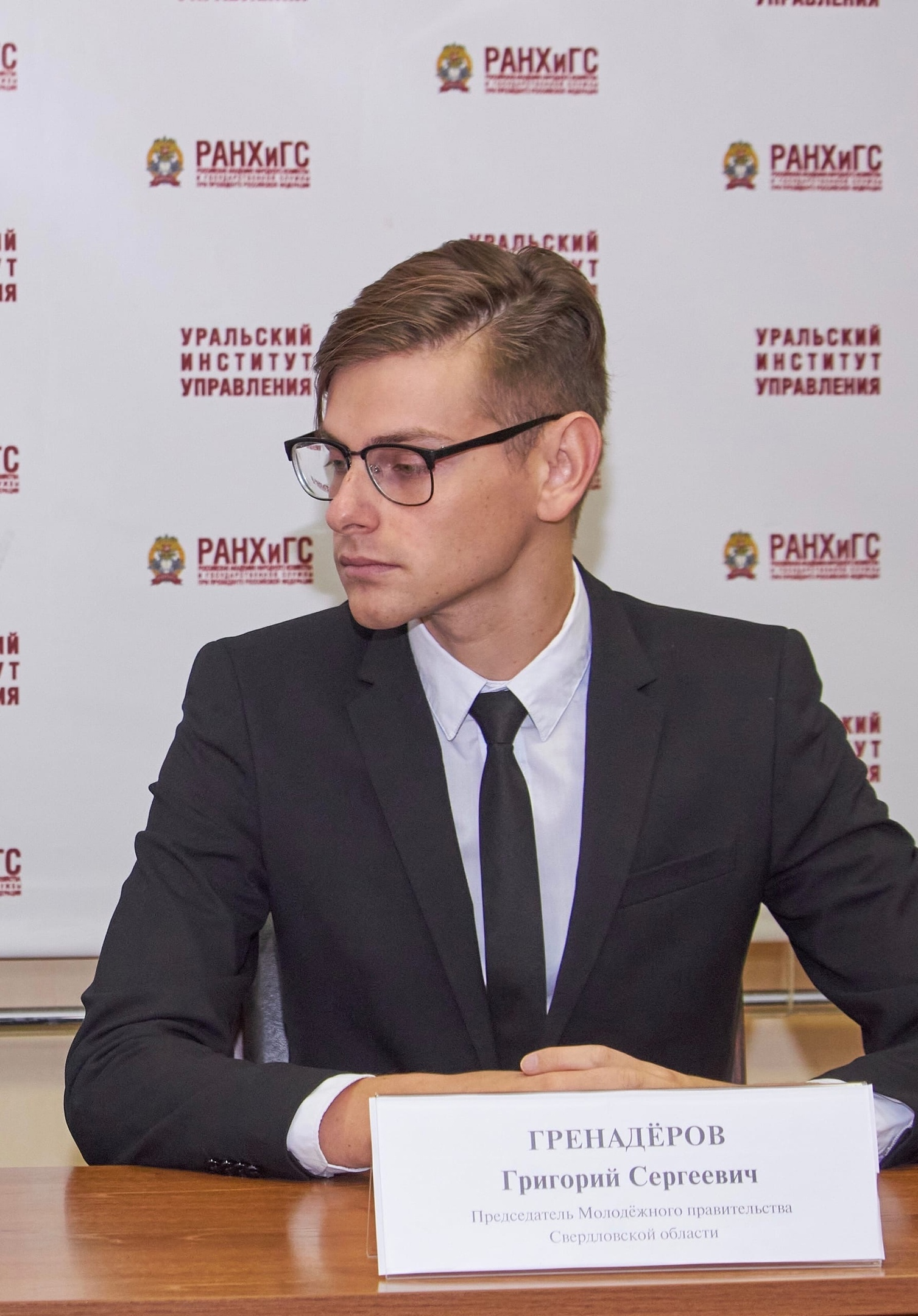
Председатель пятого состава Молодёжного правительства Григорий Гренадеров

2 октября 2021 года по итогам рейтинга молодёжных правительств субъектов Российской Федерации Молодёжное правительство Свердловской области заняло первое место, а также одержало победы в номинациях «Лучшая проектно-программная деятельность», «Лучшая кадровая работа» и «Лучшее внешнее взаимодействие».
Председатель пятого состава Молодёжного правительства — Григорий Гренадеров (ранее — Заместитель председателя Молодёжного правительства — Министр финансов Молодёжного правительства четвёртого состава).

### Шестой состав (2022—2024)
16 августа 2021 года — объявлен конкурс по формированию шестого состава Молодёжного правительства.
20 апреля 2022 года — выход распоряжения Правительства Свердловской области, утверждающего шестой состав Молодёжного правительства.
28 апреля 2022 года — первое заседание шестого состава Молодёжного правительства.
С 27 по 29 мая 2022 года прошёл I Съезд молодёжных правительств Уральского федерального округа, организованный Молодёжным правительством совместно с Правительством Свердловской области при поддержке Федерального агентства по делам молодежи и Ассоциации молодёжных правительств.
В 2022 году по итогам рейтинга молодёжных правительств субъектов Российской Федерации Молодёжное правительство Свердловской области признано лучшим в стране и одержало победу в номинациях «Лучшее молодёжное правительство Уральского федерального округа», «Лучшая работа с муниципальными образованиями» и «Лучшая работа со СМИ».
С 3 по 6 ноября 2023 года прошел XV Всероссийский Съезд молодёжных правительств Российской Федерации, организованный Молодёжным правительством.
5 ноября 2023 года по итогам ежегодного рейтинга молодёжных правительств субъектов Российской Федерации Молодёжное правительство Свердловской области вновь признано лучшим в стране и одержало победу в номинациях «Лучшее молодёжное правительство Уральского федерального округа», «Лучшая работа с муниципальными образованиями» и «Лучшая Кадровая работа».
Председатель шестого состава Молодёжного правительства — Павел Летов (ранее — Заместитель председателя — Руководитель аппарата Молодёжного правительства пятого состава).

### Седьмой состав (2024—2026)
Утвержден 24 сентября 2024 года распоряжением Правительства Свердловской области №591-РП "Об утверждении состава Молодежного правительства Свердловской области и признании утратившим силу распоряжения Правительства Свердловской области от 20.04.2022 № 164-РП «Об утверждении состава Молодежного правительства Свердловской области и признании утратившим силу распоряжения Правительства Свердловской области от 31.01.2020 № 29-РП «Об утверждении состава Молодежного правительства Свердловской области»".
Первое заседание седьмого состава Молодежного правительства состоялось 28 октября 2024 года. Заседание проводил Заместитель Губернатора Свердловской области П.В. Креков.
В рамках заседания прошли выборы на должность председателя Молодежного правительства. Кандидатами выступили Евгений Михайлов и Лев Мишин. По итогам голосования большинством голосов была поддержана кандидатура Льва Мишина.
28 февраля 2025 года приказом Министерства образования и молодежной политики Свердловской области Лев Мишин утвержден председателем седьмого состава Молодежного правительства.

## Цели и задачи
К целям Молодёжного правительства относятся следующие:
1. Интеграция молодежи в систему государственного управления.
2. Реализация проектов, направленных на социально-экономические развитие региона.
3. Обеспечение функционирования кадрового лифта на государственную службу для активной молодежи.
4. Формирование, обучение и подготовка кадрового резерва исполнительных органов государственной власти Свердловской области[2].

Для достижения целей Молодёжное правительство решает определённые задачи, к которым относятся:
- Знакомство молодежи с системой органов власти.
- Вовлечение молодежи в процесс нормотворчества.
- Вовлечение молодежи в решение задач, стоящих перед органами власти.
- Создание системы отбора, подготовки и содействия трудоустройству молодых кадров на государственную службу[2].

## Деятельность

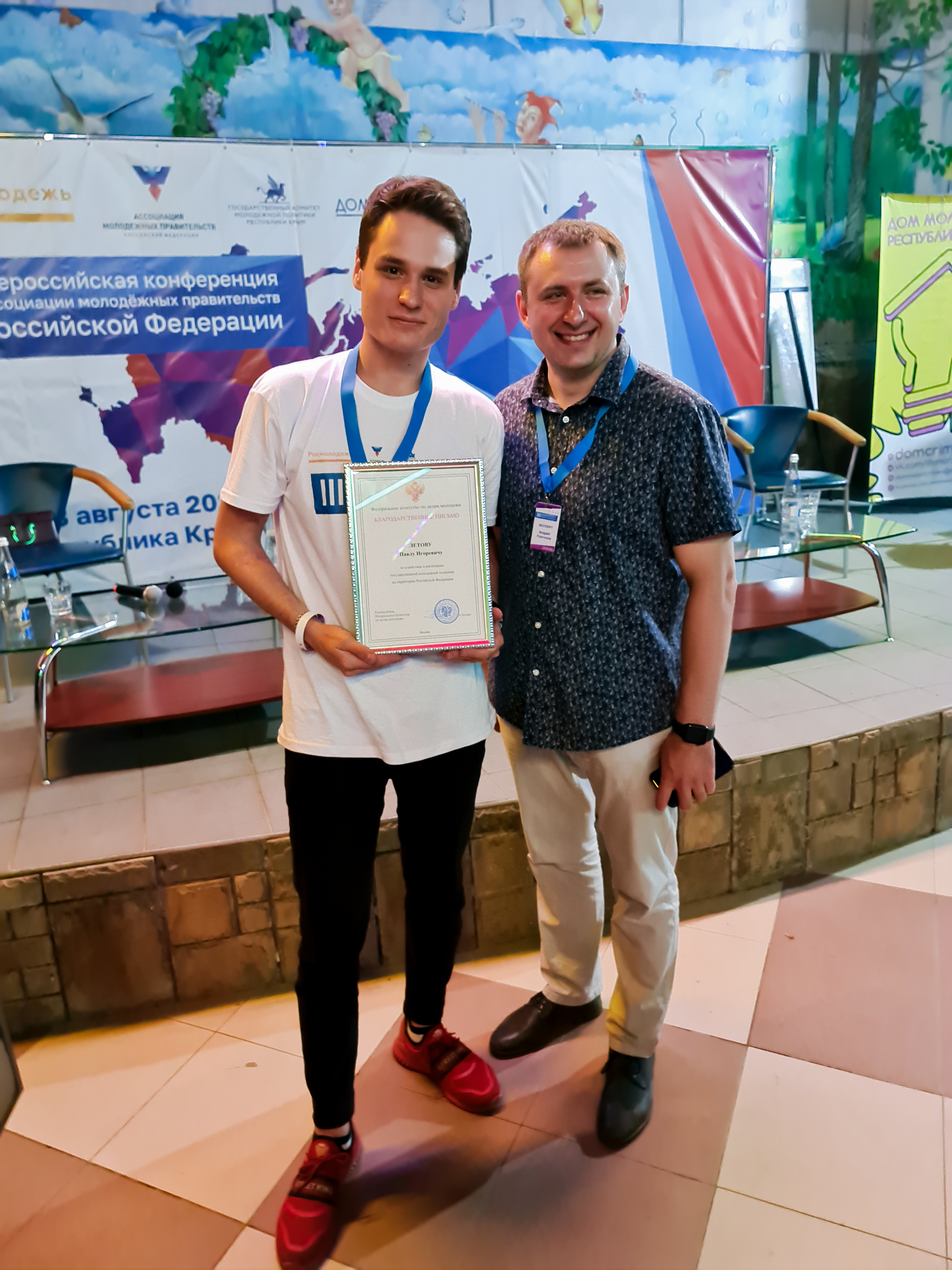
Заместитель председателя — Руководитель аппарата Молодёжного правительства Павел Летов (слева) и Заместитель руководителя Федерального агентства по делам молодежи Андрей Платонов (справа) во время вручения благодарственного письма

Молодёжное правительство осуществляет свою деятельность по нескольким направлениям. Принято, что их 6, столько же, сколько в рейтинге молодёжных правительств Российской Федерации.
Члены Молодёжного правительства получают награды федеральных органов власти. Так, в августе 2020 года на Всероссийской конференции Ассоциации молодёжных правительств Российской Федерации, прошедшей в Республике Крым, председатель Молодёжного правительства Григорий Гренадеров и Заместитель председателя — Руководитель аппарата Молодёжного правительства Павел Летов были награждены благодарностью руководителя Федерального агентства по делам молодежи Александра Бугаева за содействие в реализации государственной молодёжной политики на территории Российской Федерации.
Аналогичными наградами были отмечены Министр промышленности и науки Молодёжного правительства Артем Рогозинников, Министр инвестиций и развития Молодёжного правительства Никита Суворов и Заместитель председателя Молодёжного правительства Максим Профатилов в рамках Всероссийского Съезда Ассоциации молодёжных правительств Российской Федерации, прошедшего в октябре 2020 года в городе Красноярске.
Также председатель Молодёжного правительства Григорий Гренадеров, Министр агропромышленного комплекса и потребительского рынка Молодёжного правительства Лев Пальцев, Министр образования и молодёжной политики Молодёжного правительства Егор Кириллов и советник председателя по вопросам экологии и природопользования Андрей Руднев были награждены благодарственным письмом Президента Российской Федерации за участие во Всероссийской акции взаимопомощи «#МыВместе».

### Проектно-программная деятельность
С момента формирования пятого состава Молодёжного правительства членами Молодёжного правительства и кадрового резерва был реализован широкий перечень проектов и программ проектов, проведен ряд мероприятий различной направленности. Наиболее значимыми являются:
Проект «Наследие России»
Проект реализуется Заместителем председателя Молодёжного правительства Максимом Профатиловым.
В рамках проекта проведены рабочие встречи по вопросам реализации проекта с представителями исполнительных органов государственной власти Свердловской области и некоммерческих организаций, общественными деятелями.
Также организована и проведена проектная сессия по приспособлению объектов культурного наследия к современному использованию «Ломать нельзя, использовать. Объекты культурного наследия и урбанистика» в рамках Международного строительного форума «100+ Techno Build».
В настоящее время ведется работа по разработке инвестиционных паспортов объектов культурного наследия Свердловской области.
Проект по бюджетной грамотности «Школа бюджета»
Проект реализуется Заместителем председателя — Министром финансов Молодёжного правительства Александрой Алексеевой.
В рамках проекта проведено социологическое исследование в форме анкетирования, направленное на оценку сложившейся ситуации в сфере бюджетной грамотности населения Свердловской области. Выпущен первый видеоурок о взаимосвязи бюджета и личных финансов граждан, о возможностях участия граждан в бюджетном процессе. Запущен аккаунт образовательного проекта в социальных сетях ВКонтакте и Instagram.
Планируется выпуск нового видеоряда, анализ проведенного исследования, расширение аудитории в социальных сетях и проведение ряда мероприятий, направленных на повышение бюджетной грамотности населения Свердловской области.
Проект «Открытый диалог»

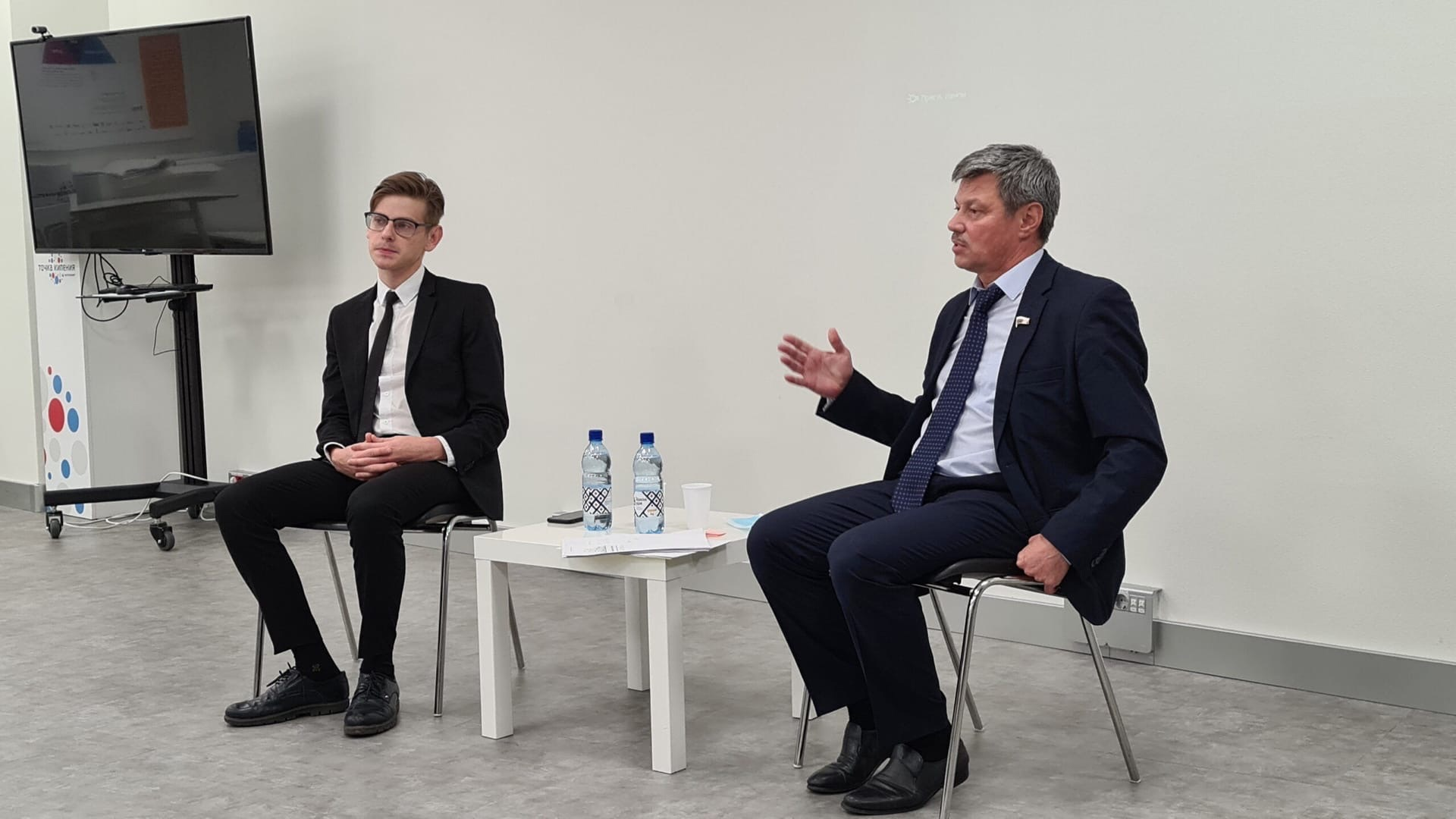
Председатель Молодёжного правительства пятого состава Григорий Гренадеров (слева) и депутат Госдумы Андрей Ветлужских (справа) на мероприятии проекта «Открытый диалог»

Проект реализуется Молодёжным правительством в целях знакомства молодежи с деятельностью представителей ключевых сфер жизнедеятельности человека (культура, спорт, общественно-политическая, социально-экономическая и другие).
«Открытый диалог» — это формат, в рамках которого проводятся встречи известных людей из мира политики, спорта, культуры и бизнеса с представителями молодежи Свердловской области, студентами, молодёжными лидерами и будущими управленцами.
Цель проекта — вовлечь молодежь в процесс социально-экономического и общественно-политического развития Свердловской области, познакомить молодых людей с известными и успешными людьми и продемонстрировать, что современная Россия — это страна возможностей, где можно добиться успеха в разнообразных сферах.
Формат позволяет молодым людям не просто узнавать новые истории успеха известных личностей, но и задавать любые вопросы и получать откровенные ответы в режиме реального времени.
9 октября 2020 года прошло первое мероприятие в рамках реализации проекта — «Открытый диалог „Молодежь и национальные проекты“ с депутатом Государственной Думы Федерального Собрания Российской Федерации Андреем Леонидовичем Ветлужских».
Первое мероприятие в рамках проекта «Открытый диалог» получило хороший отклик как от представителей органов власти, так и от активной молодежи региона, неравнодушной к судьбе своей страны.
На мероприятии планируется присутствие представителей СМИ региона и города, активных студентов, молодёжных лидеров и представителей различных молодёжных организаций Свердловской области.
Проект «Верный путь»
Проект реализуется Министром социальной политики Молодёжного правительства Анной Степоненко.
Проект направлен на организацию досуга, социальную адаптацию и профессиональную ориентацию детей-сирот и детей, оставшихся без попечения родителей.
На данный момент проведен ряд мероприятий, направленных на организацию досуга и профессиональную ориентацию воспитанников детского дома. Планируется налаживание взаимодействия с организациями для детей-сирот и детей, оставшихся без попечения родителей, расположенных на территории Свердловской области.
Международный инженерный чемпионат, лига молодых специалистов «CASE-IN»
Проект реализуется Министром энергетики и жилищно-коммунального хозяйства Молодёжного правительства Иваном Ревенковым.
В рамках проекта создана площадка взаимодействия Уральского федерального университета и благотворительного фонда «Надежная смена» с одной стороны и сотрудниками компаний и организаций топливно-энергетического комплекса Уральского федерального округа. Созданы условия для формирования «надпрофессиональных навыков» для данных сотрудников.
Областные соревнования по мини-футболу «Турнир памяти»
Проект реализуется Министром физической культуры и спорта Свердловской Молодёжного правительства Ильей Пургиным.
Проект организуется с 2019 года при поддержке Федерального агентства по делам молодежи, Фонда-оператора президентских грантов по развитию гражданского общества, Министерства физической культуры и спорта Свердловской области и Благотворительного фонда «Фонд по поддержке спорта в Свердловской области А. В. Шипулина».
Суть проекта заключается в проведении турнира по футболу в память об уральских спортсменах из разных городов области, которые рано ушли из жизни. Проект реализуется на территории 14 муниципальных образований, расположенных на территории Свердловской области. На сегодняшний день участие в проекте приняли уже более 700 человек.
Для реализации проекта Ильей Пургиным был получен грант Федерального агентства по делам молодежи в размере 1 млн рублей.
Кейс-чемпионат по технологической стратегии «Metal Cup URAL»
Проект реализуется Министром промышленности и науки Молодёжного правительства Артемом Рогозинниковым.
Целью проекта является формирование и усиление кадрового потенциала, выявление и поддержка перспективных молодых специалистов, развитие инженерного мышления и профессиональных компетенций у молодежи Уральского федерального округа.
За время реализации проекта в нём приняло участие более 121 человека из 6 муниципальных образований, расположенных на территории Свердловской области, сформировано 30 проектных решений, вовлечено 23 эксперта, получены письма поддержки от ключевых предприятий Свердловской области и органов власти, 31 человек приглашен на стажировки к индустриальным партнёрам.
Проект «Ural Cult»
Проект реализуется Министром культуры Молодёжного правительства Дмитрием Лугиным.
Проект способствует вовлечению молодежи в деятельность в сфере креативных индустрий.
На данный момент налажено взаимодействие с Министерством культуры Свердловской области и Корпорацией развития Среднего Урала, разработана модель проекта, которая была представлена в сентябре, в рамках федерального проекта Art Team в Москве.
Проект одержал победу как один из 20 лучших проектов креативных индустрий в Российской Федерации.

### Кадровая работа

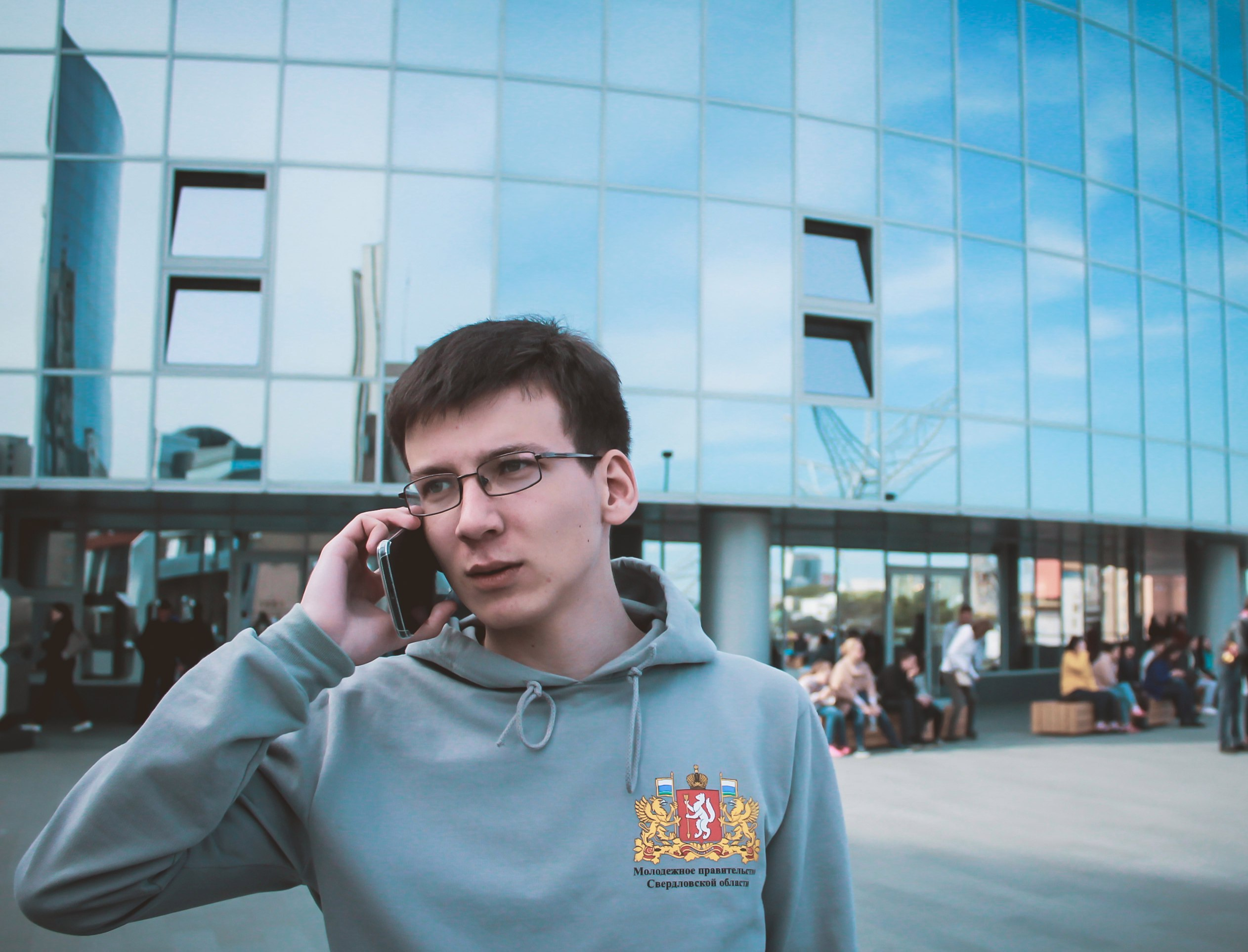
Максим Санников, выпускник Молодёжного правительства. Сейчас работает в Министерстве образования и молодёжной политики Свердловской области

Молодёжное правительство оказывает содействие в формировании, подготовке и обучении кадрового резерва исполнительных органов государственной власти Свердловской области.
Одной из основных форм взаимодействия Молодёжного правительства с Правительством Свердловской области и исполнительными органами государственной власти Свердловской области является организация и участие в практиках и стажировках в Аппарате Губернатора Свердловской области и Правительства Свердловской области и исполнительных органах государственной власти Свердловской области.
Для реализации данного направления Заместителем председателя — Руководителем аппарата Молодёжного правительства Павлом Летовым разработана программа организации стажировок членов Молодёжного правительства в исполнительных органах государственной власти Свердловской области.
Данная программа способствует деятельности Молодёжного правительства по подготовке кадров для исполнительных органов государственной власти Свердловской области, а также деятельности, направленной на развитие практик наставничества в исполнительных органах государственной власти Свердловской области.
На данный момент программа направляется в исполнительные органы государственной власти Свердловской области для ознакомления, формирования предложений по её совершенствованию, а также организации стажировок членов Молодёжного правительства и кадрового резерва в исполнительных органах государственной власти Свердловской области.
На сегодняшний день все исполнительные органы государственной власти Свердловской области принимают членов Молодёжного правительства на практики и стажировки.
Молодёжное правительство содействует организации стажировок в федеральных органах исполнительной власти Российской Федерации. Так, в апреле 2021 года Заместитель председателя — Руководитель аппарата Молодёжного правительства Павел Летов прошёл стажировку в Департаменте программно-целевого планирования и эффективности бюджетных расходов Министерства финансов Российской Федерации.
Молодёжное правительство содействует непосредственно трудоустройству членов Молодёжного правительства и членов кадрового резерва в органы местного самоуправления, исполнительные органы государственной власти Свердловской области, а также федеральные органы исполнительной власти.

### Экспертно-аналитическая деятельность

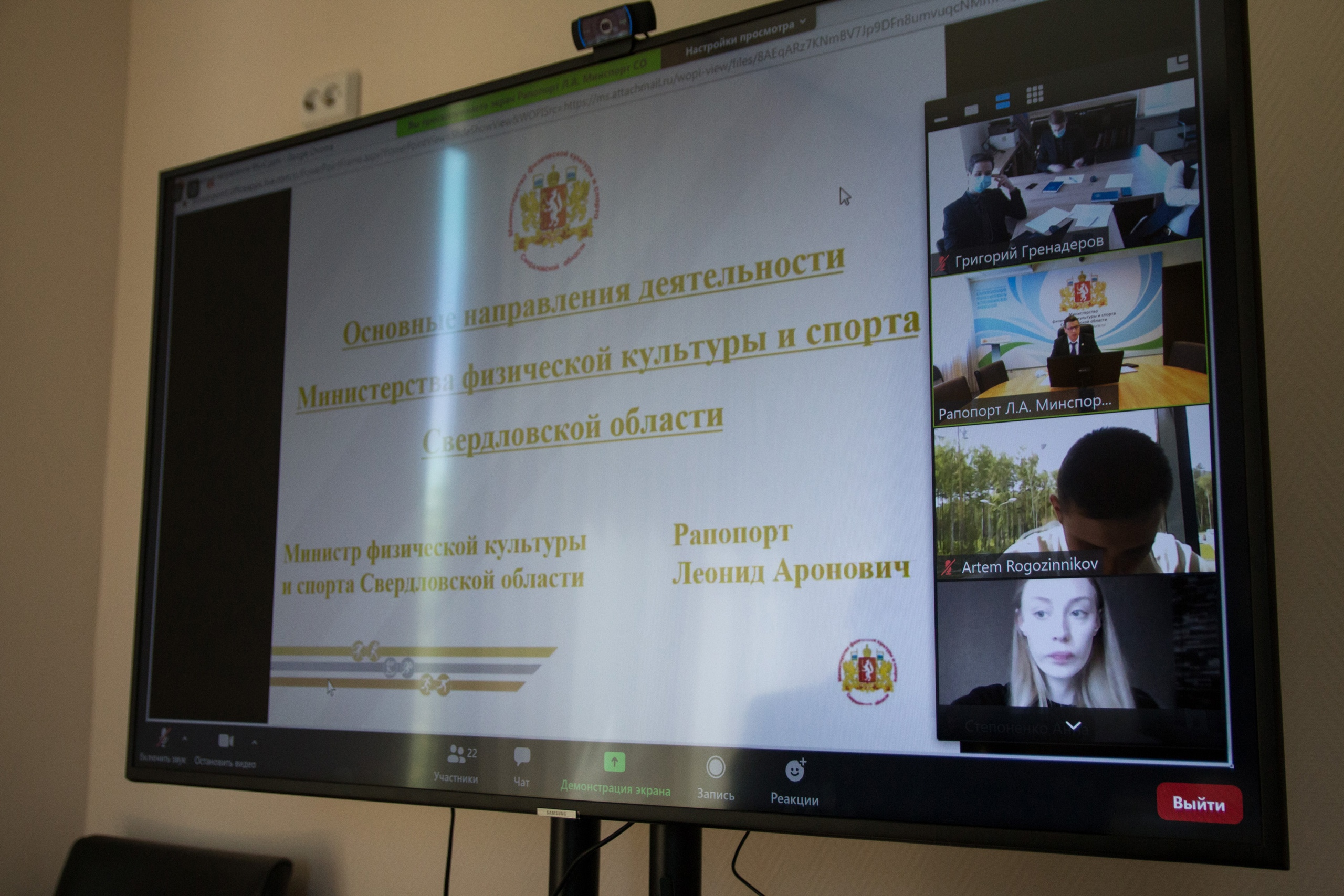
Заседание Молодёжного правительства с членами Правительства Свердловской области

Молодёжным правительством проводится масштабная экспертно-аналитическая работа. Так, члены Молодёжного правительства на постоянной основе принимают участие в региональных, федеральных и международных мероприятиях в качестве приглашенных экспертов. Среди таких мероприятий форумы и съезды, проектные сессии и конференции как внутри Свердловской области, так и за её пределами, включая соседние государства.
Помимо этого, Молодёжное правительство принимает участие в совершенствовании законодательства Свердловской области, разрабатывая проекты нормативных правовых актов Свердловской области и предложения по внесению изменений в существующие нормативные правовые акты Свердловской области.
Также Молодёжным правительством проводятся совместные заседания с представителями исполнительных органов государственной власти Свердловской области. В заседаниях Молодёжного правительства уже приняли участие:
- Министр культуры Свердловской области Светлана Учайкина.
- Министр физической культуры и спорта Свердловской области Леонид Рапопорт.
- Директор Департамента противодействия коррупции и контроля Свердловской области Ильхам Ширалиев.
- Первый заместитель Министра по управлению государственным имуществом Свердловской области Елена Николаева.
- Заместитель Министра социальной политики Свердловской области Ирина Чернышева.

- Заместитель Министра образования и молодёжной политики Свердловской области Юрий Зеленов.
- Директор департамента молодёжной политики Министерства образования и молодёжной политики Свердловской области Олег Гущин и другие.

### Работа на муниципальном уровне
Молодёжное правительство осуществляет деятельность в муниципальных образованиях, расположенных на территории Свердловской области, проводя различные мероприятия и взаимодействуя с администрациями и молодёжными организациями муниципальных образований, расположенных на территории Свердловской области.
Одним из основных направлений деятельности Молодёжного правительства на муниципальном уровне является работа по созданию молодёжных администраций. Так, членами Молодёжного правительства разработаны методические рекомендации по реализации проекта «Молодежные приемные» в муниципальных образованиях, расположенных на территории Свердловской области, и методические рекомендации по реализации проекта «Молодежные администрации» в муниципальных образованиях, расположенных на территории Свердловской области.

### Внешнее взаимодействие

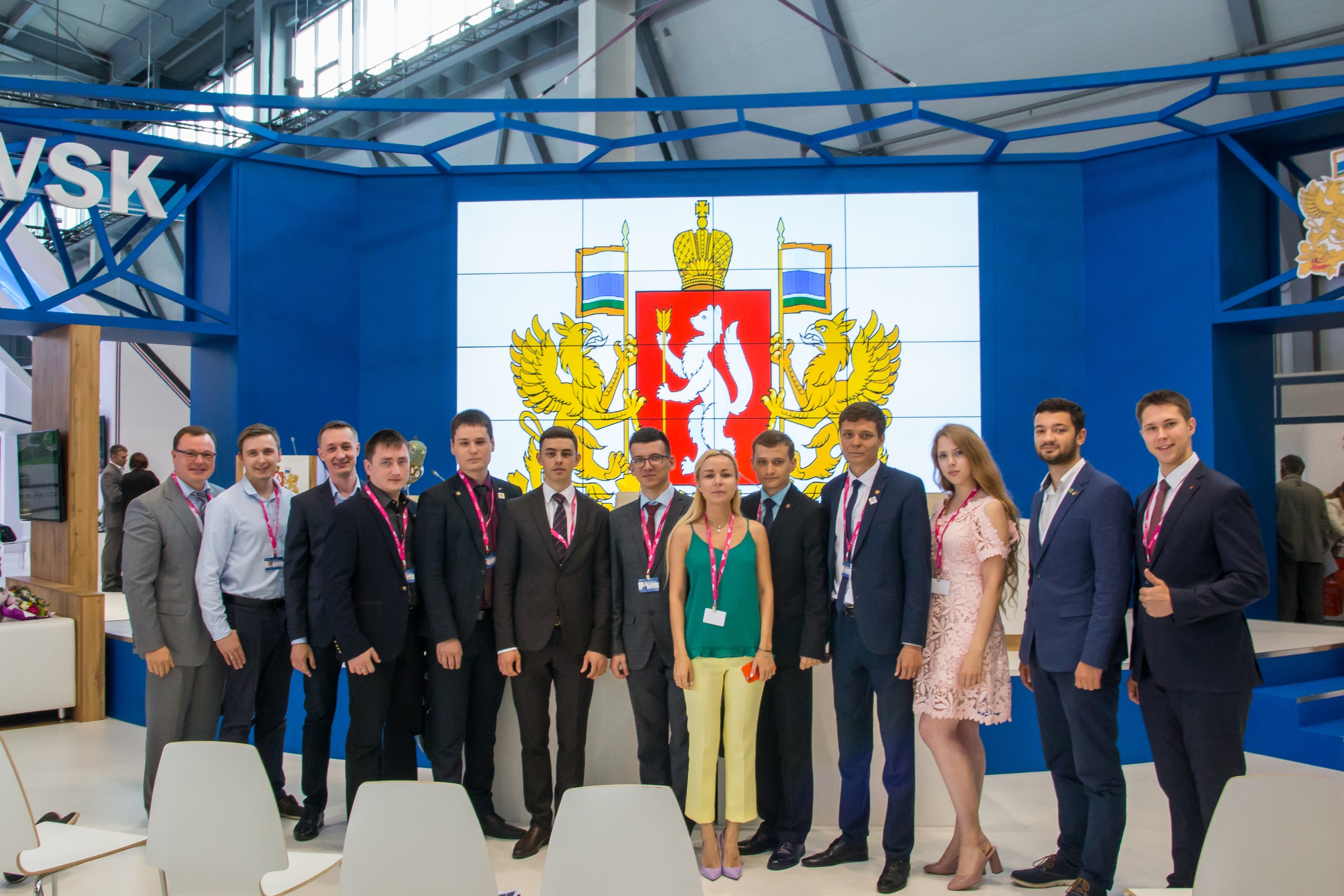
Мероприятие Молодёжного правительства на Международной промышленной выставке «Иннопром-2018»

Молодёжным правительством ведется работа по организации окружных и федеральных мероприятий (форумов, конференций, съездов, слетов и др.).
Одним из ключевых окружных мероприятий, участие в организации которых приняло Молодёжное правительство является Форум молодежи Уральского федерального округа «УТРО-2020».
В 2022 году Молодёжным правительством при поддержке Федерального агентства по делам молодежи, Министерства образования и молодёжной политики Свердловской области и Ассоциации молодёжных правительств планируется организация и проведение Съезда молодёжных правительств Уральского федерального округа, участие в котором примут представители молодёжных правительств Ямало-Ненецкого автономного округа, Тюменской и Курганской областей, а также инициативных групп по созданию молодёжных правительств Челябинской области и Ханты-Мансийского автономного округа — Югры.
Молодёжное правительство налаживает взаимодействие с коммерческими и некоммерческими организациями, среди которых образовательные организации высшего и среднего профессионального образования Свердловской области, общественные организации, коммерческие организации и предприятия.
Следует сказать и об участии членов Молодёжного правительства в работе коллегий, общественных советов и рабочих групп при исполнительных органах государственной власти Свердловской области. Так, члены Молодёжного правительства принимают участие в работе коллегии Министерства культуры Свердловской области, коллегии Министерства инвестиций и развития Свердловской области, проектного офиса Министерства промышленности и науки Свердловской области и других.
Молодёжное правительство принимает участие в проектах и инициативах других молодёжных общественных организаций (Всероссийский кейс-чемпионат «Молодые решения», Всероссийский проект «ProКадры», Всероссийская акция «Сохраним Лес», Всероссийская акция «Сад памяти» и другие).

### Средства массовой информации

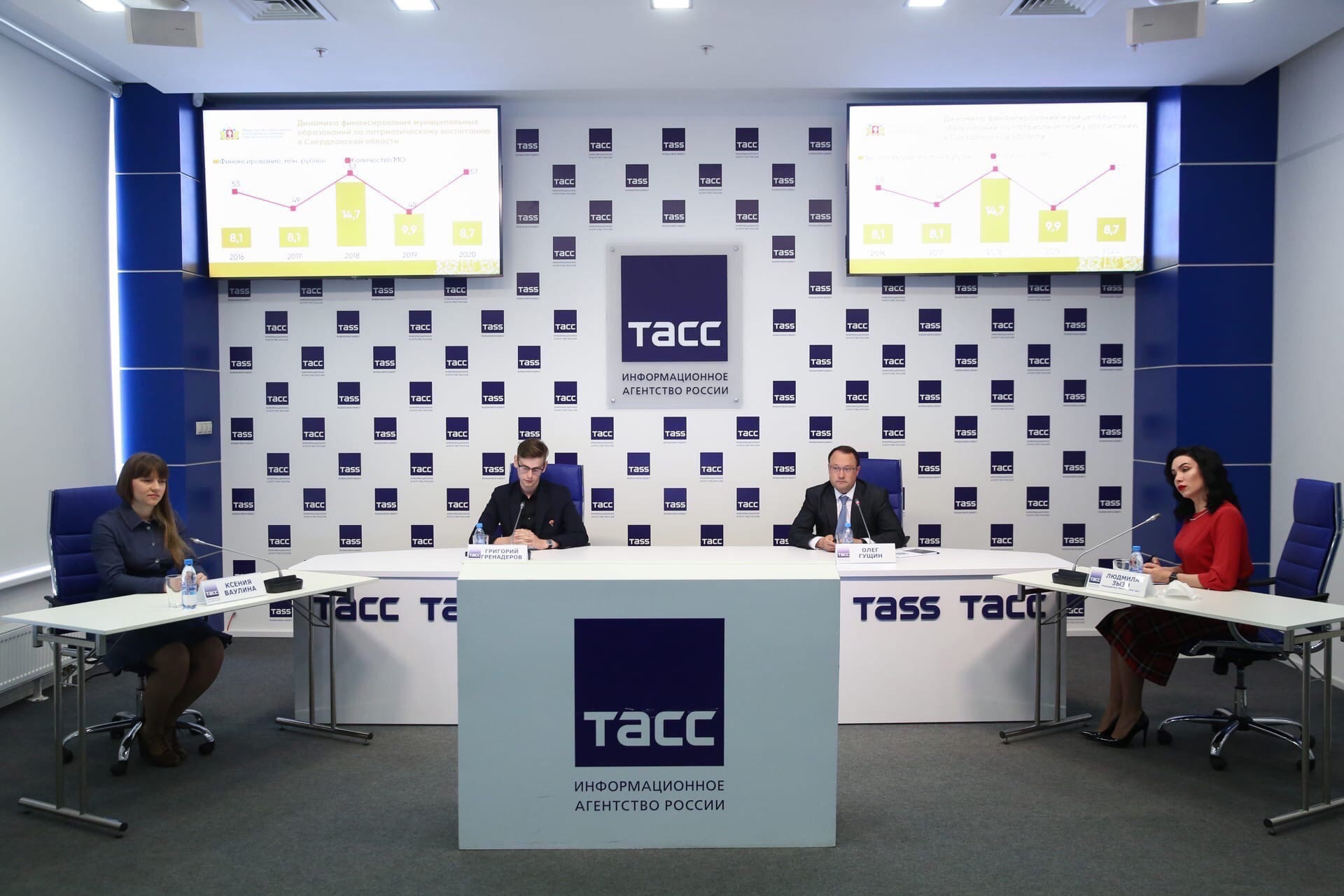
Председатель Молодёжного правительства пятого состава Григорий Гренадеров (второй слева) на интервью ТАСС

Молодёжное правительство активно взаимодействует со средствами массовой информации, распространяя материалы о деятельности Молодёжного правительства, давая комментарии и интервью по вопросам деятельности Молодёжного правительства и рассказывая о реализуемых и планируемых проектах и инициативах.
Так, члены Молодёжного правительства взаимодействуют с агентством ТАСС, Четвёртым каналом и телеканалом ОТВ, а также с другими СМИ.

## Структура и состав

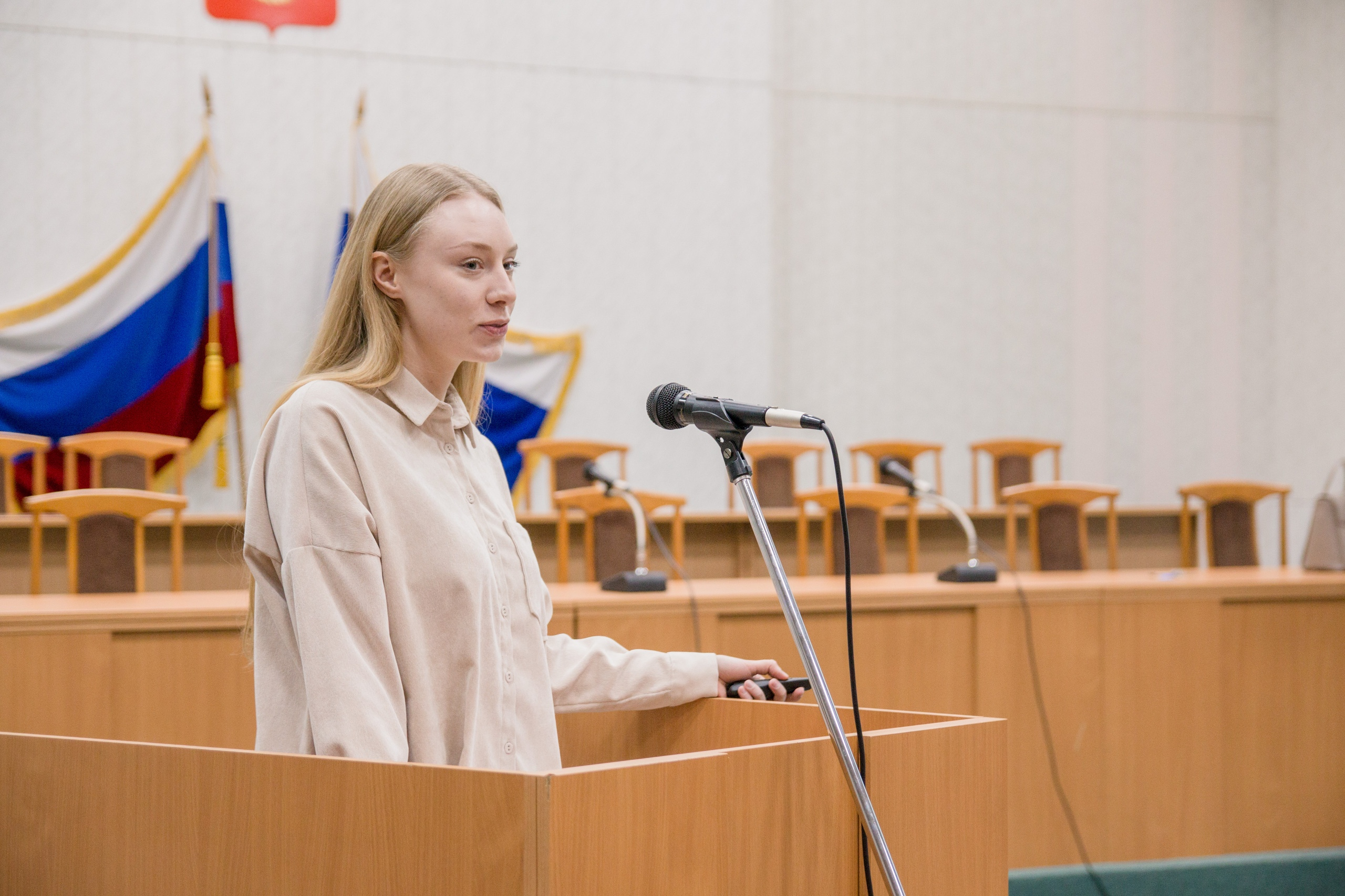
Анна Степоненко, Министр социальной политики Молодёжного правительства во время очного этапа конкурса по формированию пятого состава Молодёжного правительства

Состав Молодёжного правительства состоит из председателя и членов Молодёжного правительства, к которым относятся первый заместитель председателя, вице-председатель, заместители председателя, заместитель председателя — руководитель аппарата, министры и директора департаментов.
Помимо основного состава, в Молодёжном правительстве осуществляют деятельность советники председателя, члены кадрового резерва и члены аппарата Молодёжного правительства.
Членом Молодёжного правительства может стать только гражданин России в возрасте от 18 до 35 лет, постоянно проживающий на территории Свердловской области, замещавший должность в составе Молодёжного правительства более двух сроков полномочий Молодёжного правительства и не являющийся депутатом Молодёжного парламента Свердловской области или членом Молодёжной избирательной комиссии Свердловской области.
Состав считается сформированным после выхода соответствующего распоряжения Правительства Свердловской области.
Формирование Молодёжного правительства включает в себя несколько этапов:
1. Предоставление документов в АИС «Молодежь России».
2. Заочный этап — экспертиза документов экспертной комиссией, формируемой Министерством образования и молодёжной политики Свердловской области.
3. Очный этап:
  - Прохождение тестирования на знание основ государственной молодёжной политики, особенностей государственной службы, русского языка и др.
  - Защита проекта (социальной инициативы) перед членами экспертной комиллии конкурса.
  - Собеседование с членом Правительства Свердловской области.
4. Включение в состав Молодёжного правительства.

Кандидаты, не прошедшие в состав Молодёжного правительства, могут быть включены в кадровый резерв без дополнительных конкурсных процедур.

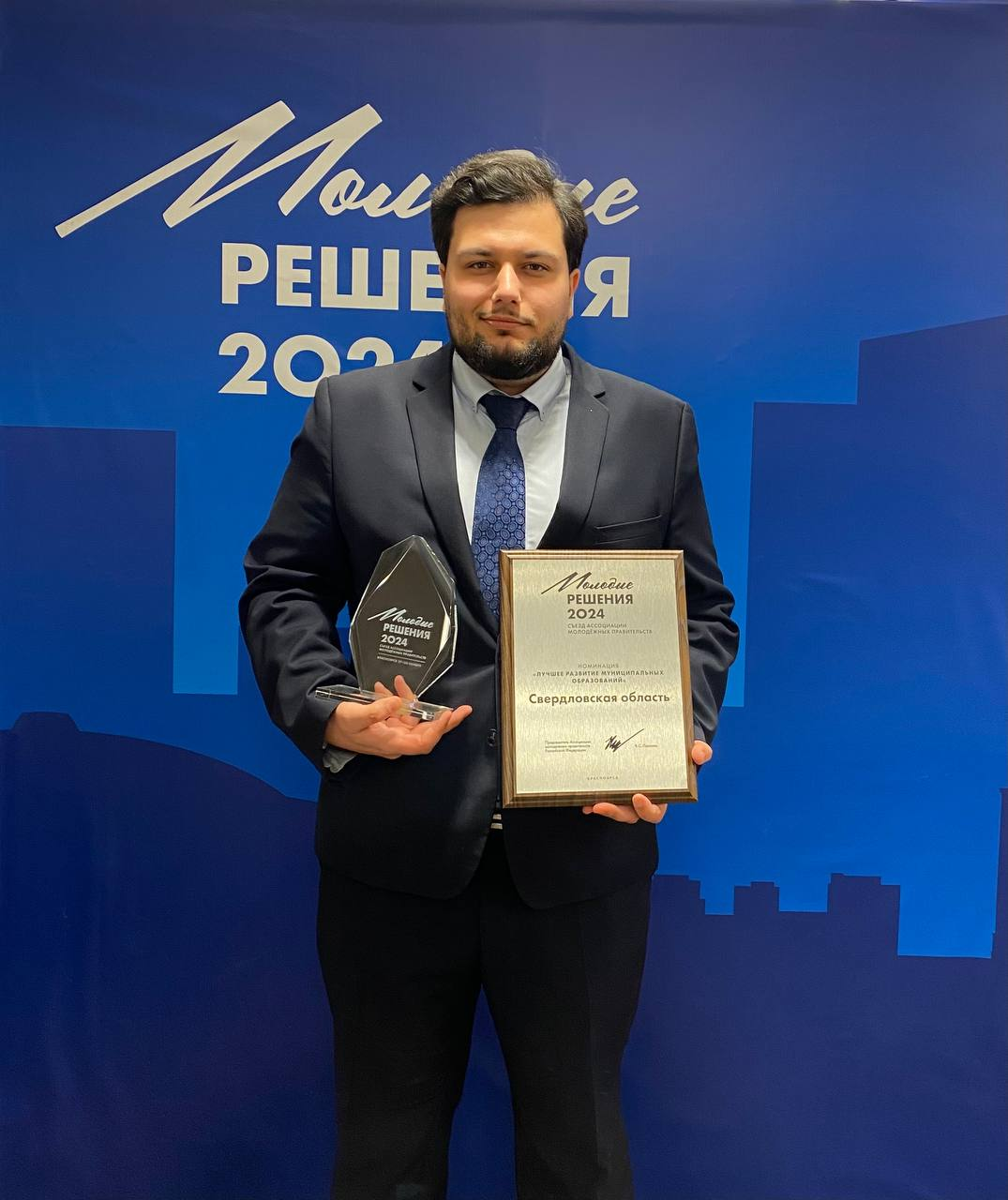
Председатель седьмого состава Молодежного правительства Свердловской области Лев Мишин на съезде Ассоциации молодежных правительств Российской Федерации

### Председатель
Председатель выбирается из числа членов утвержденного состава Молодёжного правительства на первом заседании нового состава с помощью тайного голосования.
После формирования седьмого состава Молодёжного правительства председателем стал Лев Мишин. 
Должность, которую ранее занимал председатель, становится вакантной и замещается из состава членов кадрового резерва по упрощенной процедуре.

### Заместители председателя[3]
Заместители председателя назначаются распоряжением Правительства Свердловской области об утверждении состава Молодёжного правительства.
В шестом составе заместителями председателя являются:
1. Алена Загинайло — Первый заместитель председателя Молодёжного правительства Свердловской области.
2. Диана Фетисова — Вице-председатель Молодёжного правительства Свердловской области.
3. Роман Махмутов — Заместитель председателя Молодёжного правительства Свердловской области — Руководитель аппарата Молодёжного правительства Свердловской области.
4. Татьяна Мезенцева — Заместитель председателя Молодёжного правительства Свердловской области.
5. Татьяна Лугвина — Заместитель председателя Молодёжного правительства Свердловской области.
6. Альбина Махмутова— Заместитель председателя Молодёжного правительства Свердловской области.
7. Кристина Завалий — Заместитель председателя Молодёжного правительства Свердловской области.
8. Евгений Михайлов — Заместитель председателя Молодёжного правительства Свердловской области — Министр по управлению  государственным имуществом Молодежного правительства Свердловской области.

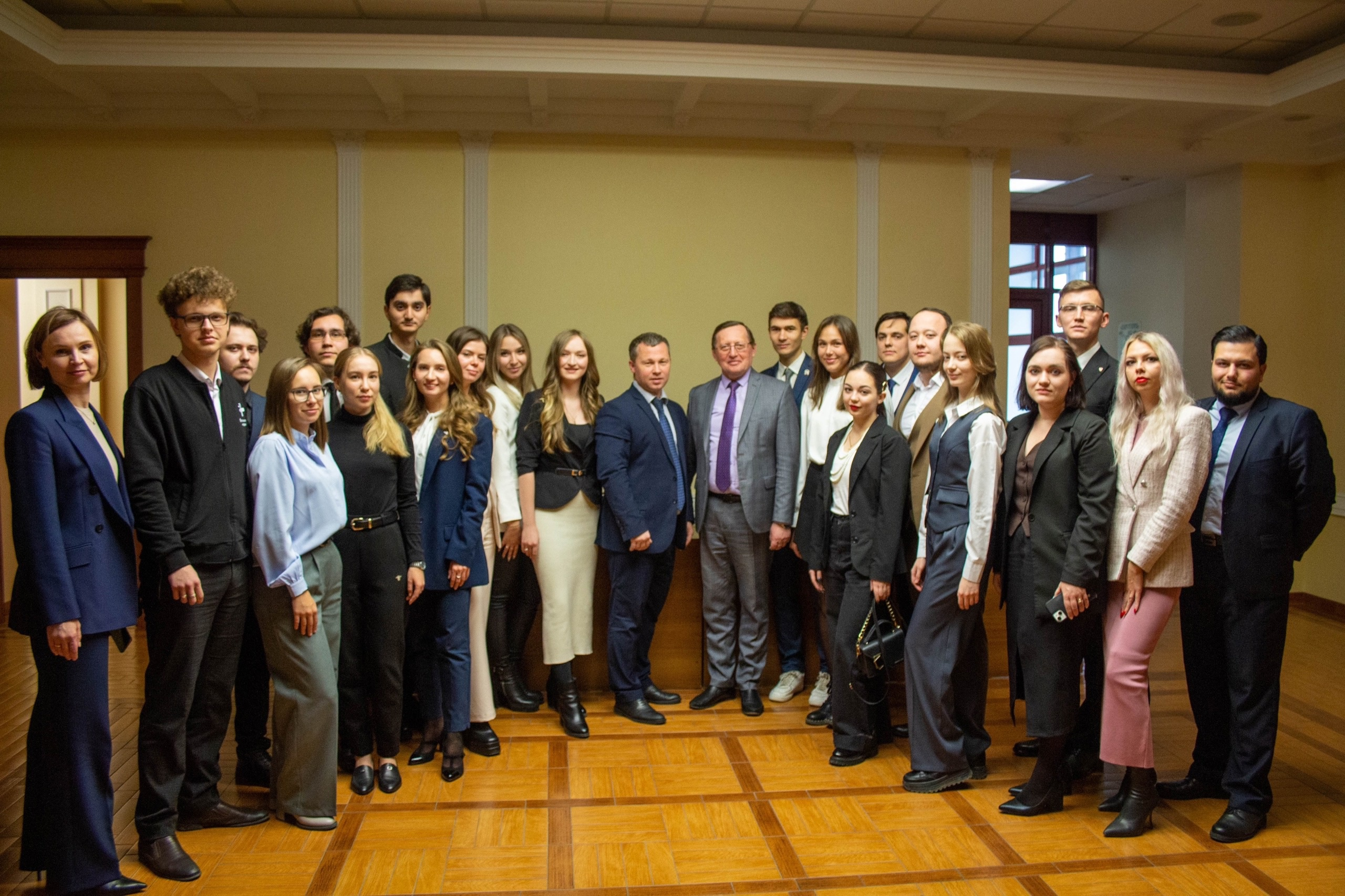
Первое заседание Молодежного правительства Свердловской области совместно с Заместителем Губернатора П.В. Крековым

### Министры и директора департаментов[3]
Министры и директора департаментов пятого состава Молодёжного правительства:
1. Анастасия Лызлова — Министр социальной политики Молодёжного правительства Свердловской области.
2. Кирилл Пермяков — Министр цифрового развития и связи Молодёжного правительства Свердловской области.
3. Артем Поскребышев— Министр физической культуры и спорта Молодёжного правительства Свердловской области.
4. Дарья Пьянникова — Министр международных и внешнеэкономических связей Молодёжного правительства Свердловской области.
5. Хусейн Гарагашев — Министр природных ресурсов и экологии Молодёжного правительства Свердловской области.
6. Дарья Тужилина — Министр культуры Молодёжного правительства Свердловской области.
7. Лейла Неволина — Министр промышленности и науки Молодёжного правительства Свердловской области.
8. Анна Жижина — Министр финансов Молодёжного правительства Свердловской области.
9. Ринат Каштанов — Министр агропромышленного комплекса и потребительского рынка Молодёжного правительства Свердловской области.
10. Дарья Краева —Министр инвестиций Молодёжного правительства Свердловской области.
11. Михаил Шаньгин — Министр здравоохранения Молодёжного правительства Свердловской области.
12. Марк Геллерштейн — Министр транспорта Молодёжного правительства Свердловской области.
13. Ярослав Танский — Директор Департамента противодействия коррупции Молодёжного правительства Свердловской области.

### Советники председателя
Председатель Молодёжного правительства имеет советников по направлениям деятельности для решения актуальных текущих задач и обеспечения эффективного взаимодействия с органами государственной власти Свердловской области, общественными, некоммерческими и другими организациями.
Советники утверждаются распоряжением председателя Молодёжного правительства.

### Аппарат[2]
Для организационного обеспечения деятельности Молодёжного правительства формируется аппарат Молодёжного правительства. Аппарат возглавляет Заместитель председателя Молодёжного правительства — Руководитель аппарата Молодёжного правительства и включает в себя членов кадрового резерва.
В структуре аппарата осуществляют свою деятельность заместители руководителя аппарата по направлениям деятельности и члены аппарата Молодёжного правительства.
Заместители руководителя аппарата Молодёжного правительства утверждаются распоряжением председателя Молодёжного правительства по предложению руководителя аппарата.

### Кадровый резерв[2]
Для обеспечения стабильности кадрового обеспечения Молодёжного правительства, требуемую сменяемость состава по истечении срока полномочий или возможность оперативного замещения вакантных позиций в составе Молодёжного правительства формируется кадровый резерв.
Войти в состав кадрового резерва может любой гражданин России в возрасте от 16 лет, постоянно проживающий на территории Свердловской области.
Конкурс по формированию кадрового резерва проводится раз в полгода и состоит из нескольких этапов, среди которых подача анкет и карт социальных инициатив, планируемых к реализации в составе кадрового резерва, прохождение тестирования и проведение собеседований с членами Молодёжного правительства.

## Ассоциация молодёжных правительств

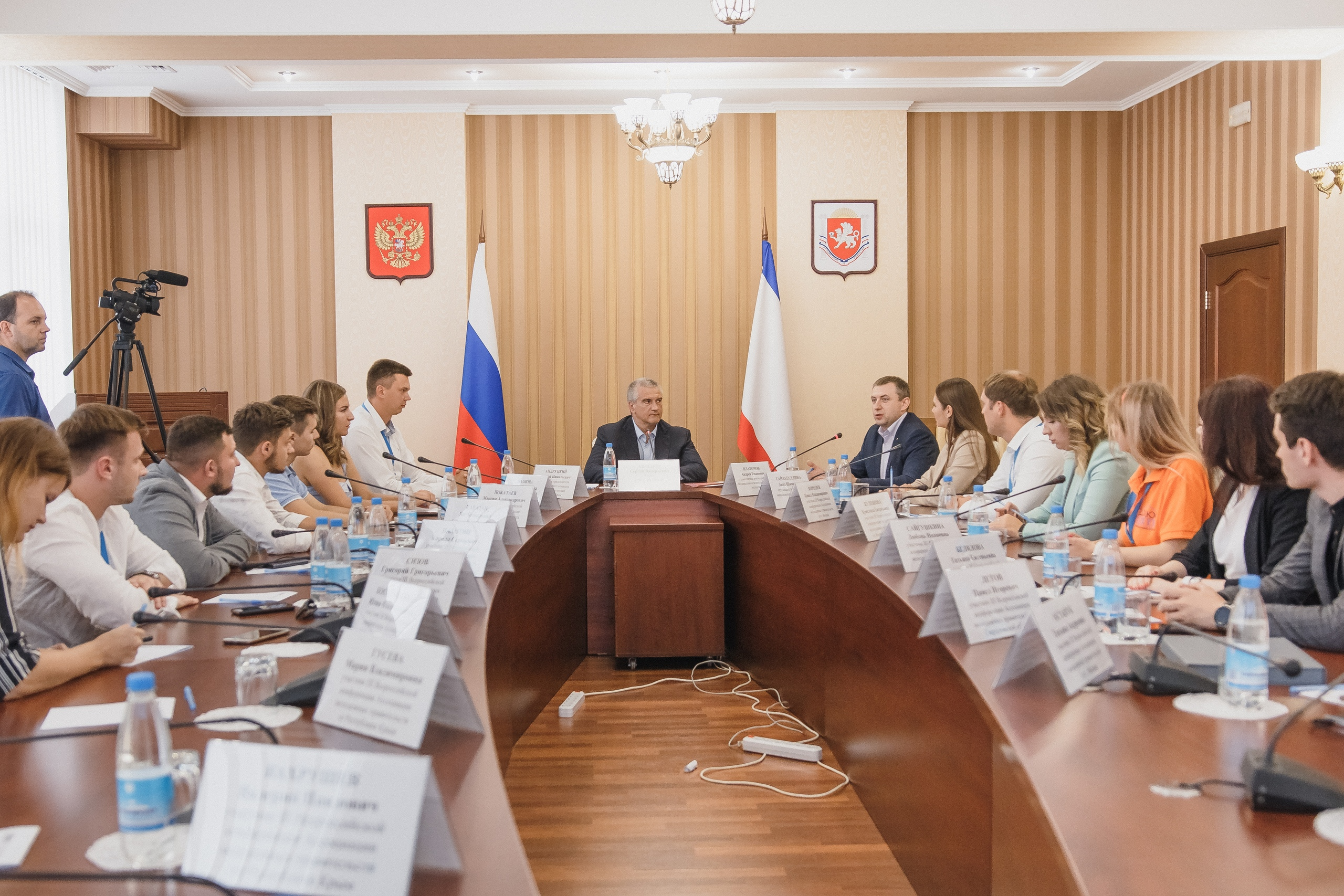
Встреча Главы Республики Крым Сергея Аксенова с Ассоциацией молодёжных правительств России

Молодёжное правительство активно сотрудничает с Ассоциацией молодёжных правительств.
Ассоциация — это некоммерческая общественная организация, которая объединяет и координирует деятельность молодёжных правительств России.
Ассоциация существует с момента создания первого молодёжного правительства, которое появилось в Курганской области в 1996 году.
В 2009 году в Москве был организован I Всероссийский съезд Ассоциации молодёжных правительств Российской Федерации.
В 2010 году был создан и введен Всероссийский рейтинг Ассоциации. Эта система — инструмент ежегодного анализа и оценки итогов работы региональных молодёжных правительств, которая входит в систему ключевых показателей реализации государственной молодёжной политики региональными органами исполнительной власти. Рейтинг включает 6 разделов, около 100 параметров, по которым проставляются баллы. Оглашение результатов рейтинга происходит на ежегодном Съезде Ассоциации.
Ассоциация реализует различные социальные проекты, направленные на выстраивание диалога между молодежью и властью. Ключевыми инициативами Ассоциации являются Всероссийский проект «ProКадры», Всероссийский молодёжный антикоррупционный форум «PROкоррупцию ПРОсто» и Всероссийский кейс-чемпионат «Молодые решения».
24 октября 2020 года на XII Съезде Ассоциации в городе Красноярске Заместитель председателя — Руководитель аппарата Молодёжного правительства Свердловской области Павел Летов был назначен координатором Ассоциации молодёжных правительств в Уральском федеральном округе. 3 октября 2021 года Павел Летов был переизбран в должности сроком на 1 год.
В 2022 году Молодёжным правительством был организован I Съезд молодёжных правительств Уральского федерального округа.
В 2023 году Молодёжным правительством был организован XV Всероссийский Съезд молодёжных правительств Российской Федерации. Он прошел в Екатеринбурге с 3 по 6 ноября и объединил 130 человек со всей России.